# CUBIC PRINTING
CUBIC PRINTING（キュービックプリンティング）とは、タイカ社が開発した曲面印刷技術である。

## 特徴
- 水圧転写法を用いた印刷技術で、金属やプラスチックなどさまざまな立体素材に絵柄を施すことができる。
- 1974年（昭和49年）に国内外で特許を申請。
- 代表的なものは、自動車のインパネに使われている木目調の印刷。高級車種に多く見られる。自動車内装部品の加飾においては、業界のパイオニア。
- その他用途としては携帯電話、腕時計、リコーダー、エアコンの外装、冷蔵庫、掃除機、プリンター、建材などがある。
- 柄の種類は木目、幾何学模様、ヘアライン柄など多種多様。

## グローバルネットワーク
- キュービックプリンティングの技術は、世界各国に技術供与され、国内自動車メーカーの海外現地生産をはじめ、海外メーカーでも採用されている。
- 技術供与先企業数は、20カ国以上、約80社。

## 工法
1. 転写する絵柄を水溶性のフィルムに印刷する。
2. 1のフィルムに特殊な処理を行い、プリントされているインクを柔らかくする。
3. 2のフィルムを水槽に浮かべ、柄を付けたい物体をフィルムに押し当てる。
4. 柄の付いた物体の印刷面に残ったフィルムを洗い流し、乾燥させる。
5. 表面を保護するためにトップコートし、乾燥させる。